# 奥格斯堡应用技术大学

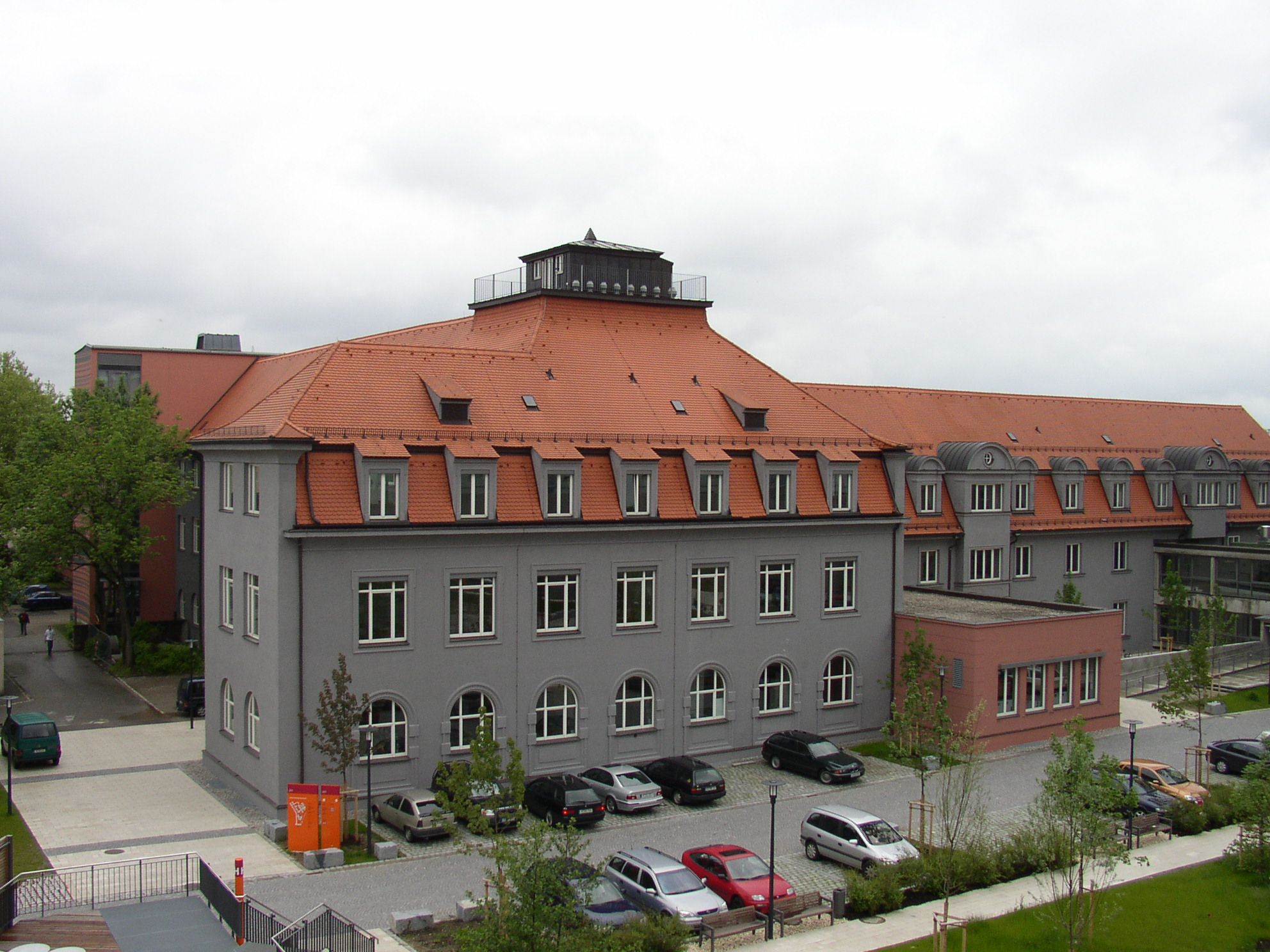
奥格斯堡应用科学大学从H楼看去的A楼，左边的背景是B楼

奥格斯堡应用技术大学（Hochschule Augsburg）是德国巴伐利亚州奥格斯堡的一所应用科学大学，建立于1971年，地处大学城奥格斯堡的中心位置，按学科划分为经济、设计、技术和计算机科学。在教育部涉外监管网德国大学中排在第11位。2012年德国巴州应用技术大学排名第1。近年在学生心目德国大学排名第9位、第10位和第11位。2014德国大学公共科学学专业排名第9名。有趣的是，各个学科也分布在城市不同的地方，但是现在正在向一个校区合并。

## 院系设置
- 公共科学
- 建筑学和土木工程
- 经济学
- 电子工程
- 设计学
- 计算机科学
- 机械工程

## 学习机会

### 花费以及学费
从2007年夏季学期开始将首先收取370欧元(一学期)的学费，然后分两次升到500欧元(一学期)。另外学生还需要交纳每个学期123欧元的管理费用，这个费用也将逐步提高。

## 著名人士
- Rudolf Diesel（1873年－1875年）
- Rupert Stadler (Vorstandvorsitzender der Audi AG)
- Thomas Schwartz (Honorarprofessor für angewandte Ethik)
- Fritz Scherer (Dozent bis 2003)
- Mario Jeckle (Informatiker)
- Eugen Nerdinger (Direktor der Werkkunstschule)
- Martin Eder (Künstler)
- Dominikus Böhm (* 1880年; † 1955年; Architekt)